# DeAnna Price
DeAnna Price (ur. 8 czerwca 1993 w St. Charles) – amerykańska lekkoatletka specjalizująca się w rzucie młotem.
W 2012 odpadła w eliminacjach podczas mistrzostw świata juniorów w Barcelonie. Trzy lata później zajęła czwartą lokatę na igrzyskach panamerykańskich, zdobyła srebrny medal mistrzostw NACAC, a także wystąpiła na światowym czempionacie w Pekinie, nie awansując do finału konkursu rzutu młotem. Ósma zawodniczka igrzysk olimpijskich w Rio de Janeiro (2016) oraz dziewiąta podczas światowego czempionatu w Londynie. Mistrzyni świata z Doha (2019).
Medalistka mistrzostw Stanów Zjednoczonych oraz mistrzyni NCAA.

## Osiągnięcia
| Rok  | Impreza                     | Miejsce        | Pozycja           | Wynik |
| ---- | --------------------------- | -------------- | ----------------- | ----- |
| 2012 | Mistrzostwa świata juniorów | Barcelona      | el. – 11. miejsce | 57,82 |
| 2015 | Igrzyska panamerykańskie    | Toronto        | 4. miejsce        | 68,84 |
| 2015 | Mistrzostwa NACAC           | San José       | 2. miejsce        | 71,27 |
| 2015 | Mistrzostwa świata          | Pekin          | el. – 18. miejsce | 68,69 |
| 2016 | Igrzyska olimpijskie        | Rio de Janeiro | 8. miejsce        | 70,95 |
| 2017 | Mistrzostwa świata          | Londyn         | 9. miejsce        | 70,04 |
| 2018 | Mistrzostwa NACAC           | Toronto        | 1. miejsce        | 74,60 |
| 2018 | Puchar interkontynentalny   | Ostrawa        | 1. miejsce        | 75,46 |
| 2019 | Mistrzostwa świata          | Doha           | 1. miejsce        | 77,54 |
| 2021 | Igrzyska olimpijskie        | Tokio          | 8. miejsce        | 73,09 |
| 2023 | Mistrzostwa świata          | Budapeszt      | 3. miejsce        | 75,41 |
| 2023 | Igrzyska panamerykańskie    | Santiago       | 1. miejsce        | 72,34 |
| 2024 | Igrzyska olimpijskie        | Paryż          | 11. miejsce       | 71,00 |

## Rekordy życiowe
- Rzut młotem – 80,31 (2021) rekord Ameryki Północnej, 2. wynik w historii światowej lekkoatletyki
- Rzut ciężarkiem – 26,02 (2023) najlepszy wynik w historii światowej lekkoatletyki